# Silvia Schinzel
Silvia Schinzel, född 2 juni 1958, är en friidrottare från Österrike. Hon deltog vid olympiska sommarspelen 1976.